# Music & Me
Music & Me je treći solo album američkog pjevača Majkla Džeksona koji je izdao 1973. godine za produkcijsku kuću Motaun rekords. Album je snimljen za vrijeme teškog tranzicionog perioda mladog izvođača čiji se vokal izmijenio. Inspirisan grupom pjevača kao što su Marvin Gaje i Stivi Vonder koji su bili na vrhu Motauna, htio je svojom solo radom ubaciti njihova pojavljivanja na albumu sa Motaunom ali na kraju mu to nije bilo omogućeno.
Iako se na omotu albuma Majkl pojavljuje sa akustičnom gitarom, on ni u jednoj pjesmi ne svira ni na jednom instrumentu. Začuđujuće, njegov otac Džo je bio isfrustriran i doprinio je raskidanju kasnijih ugovora sa pomenutom kućom. Pošto je Majkl istovremeno bio i sa svojom porodičnom grupom samo je ograničeno reklamirao svoj album.
Jedina pjesma koja se istakla kao hit jeste „With a Child's Heart“, uostalom jedina promovisana jer je bila original Stivija Vondera. Kasnije je Džeksonu trebalo dvije godine fokusiranja do izdanja novog albuma.